# Группа тылового обслуживания морской пехоты США
Группа тылового обслуживания морской пехоты (англ. Marine Logistics Group) — соединение тылового обеспечения в составе Корпуса морской пехоты США. В состав КМП на сегодняшний день входят 4 группы тылового обслуживания. Группа ТОМП отвечает за организацию логистики на тактическом уровне. Кроме того, дто управляет цепочками поставок на ТВД. Группа ТОМП несёт ответственность за предоставление всех основных тактических логистических функций для MEF за пределами собственных возможностей подразделений / организаций. Возможности группы позволяют организовать обеспечение одного экспедиционного соединения МП и/или трёх экспедиционных отрядов МП одновременно. .

## Задачи
Задачи решаемые силами групп включают:
- управление, координация тылового обеспечения экспедиционного соединения морской пехоты (ЭСМП);
- обеспечение деятельности автотранспорта, координация поставок на промежуточном уровне (с тыла на фронт), ограниченное предоставление ремонта на месте;
- обеспечение общей инженерной поддержки корпуса, включая инженерную разведку, строительство дорог, строительство объектов, техническое обслуживание мест размещения воинских подразделений и остальной поддержки личного состава, выходящее за пределы возможностей поддерживаемых подразделений. Устранение препятствий продвижению войск, наведение мостов, переправ через реки;
- утилизация боеприпасов;
- предоставление медико-санитарной помощи (медицинской, стоматологической) помощи за пределами возможностей поддерживаемых подразделений, включая содержание пациентов, лечение, эвакуация, наблюдение за ранеными.
- почтовая деятельность, продовольственное снабжение, юридические и обменные услуги.

## Состав
- Группа тылового обслуживания морской пехоты
  - штаб
  - штабной полк
    - штабная рота
    - служебная рота
    - рота связи
    - рота пищевого обеспечения
    - батальон материально-технического обеспечения боевых действий (МТО БД)

  - 1-й полк материально-технического обеспечения боевых действий[4] (МТО БД)
    - штабная рота
    - 1-й батальон материально-технического обеспечения боевых действий
      - штаб и служебная рота
      - транспортная рота
      - рота поддержки

    - 2-й батальон материально-технического обеспечения боевых действий
      - штаб и служебная рота
      - транспортная рота

    - батальон транспортной поддержки
      - штаб и служебная рота
      - транспортная рота
      - рота поддержки десанта
      - рота поддержки

  - 2-й полк материально-технического обеспечения боевых действий
    - штабная рота
    - рота материально-технического обеспечения боевых действий
    - батальон технического обслуживания
      - штаб и служебная рота
      - рота технического обслуживания автотранспорта
      - рота технического обслуживания артиллерии
      - рота технического обслуживания инженерного имущества
      - рота технического обслуживания основной поддержки
      - рота технического обслуживания электроники

    - батальон снабжения
      - штаб и служебная рота
      - рота снабжения
      - рота медицинского обеспечения
      - рота подвоза боеприпасов

  - батальон инженерной поддержки
    - штаб и служебная рота
    - рота инженерной поддержки
    - мостовая рота
    - топливоналивная рота
    - рота обезвреживания боеприпасов
    - 2 инженерные роты

  - медицинский батальон
    - штаб и служебная рота
    - 2 хирургические роты

  - стоматологический батальон
    - штаб и служебная рота
    - 3 стоматологические роты[5]

## Действующие
Ниже приведён список действующих групп тылового обслуживания:
| Официальное название                                                         | Эмблема | Дислокация                                  | История формирования                     | Состав |
| ---------------------------------------------------------------------------- | ------- | ------------------------------------------- | ---------------------------------------- | --- |
| 1-я группа тылового обслуживания морской пехоты (1st Marine Logistics Group) |         | Кэмп Пендлтон, округ Сан-Диего, Калифорния  | Группа сформирована 1 июля 1947 года     | - Штаб и служебный батальон - 1-й полк МТО БД - 15-й полк МТО БД - 1-й медицинский батальон - 1-й стоматологический батальон - 7-й батальон инженерной поддержки                    |
| 2-я группа тылового обслуживания морской пехоты (2nd Marine Logistics Group) |         | Кэмп Леджен, Джэксонвилл, Северная Каролина | Группа сформирована 1 августа 1944 года  | - Штаб и служебный батальон - 2-й полк МТО БД - 25-й полк МТО БД - 2-й медицинский батальон - 2-й стоматологический батальон - 8-й батальон инженерной поддержки                    |
| 3-я группа тылового обслуживания морской пехоты (3rd Marine Logistics Group) |         | Кэмп-Смедли, Гинован, Окинава, Япония       | Группа сформирована 28 октября 2005 года | - Штаб и служебный батальон - 37-й полк МТО БД - 3-й полк МТО БД - 35-й полк МТО БД - 3-й медицинский батальон - 3-й стоматологический батальон - 9-й батальон инженерной поддержки |
| 4-я группа тылового обслуживания морской пехоты (4th Marine Logistics Group) |         | Новый Орлеан, Луизиана                      | Группа сформирована 6 февраля 1966 года  | - Штаб и служебный батальон - 4-й полк МТО БД - 45-й полк МТО БД - 6-й батальон инженерной поддержки - 3-й медицинский батальон - 4-й стоматологический батальон                    |